# Szívószál

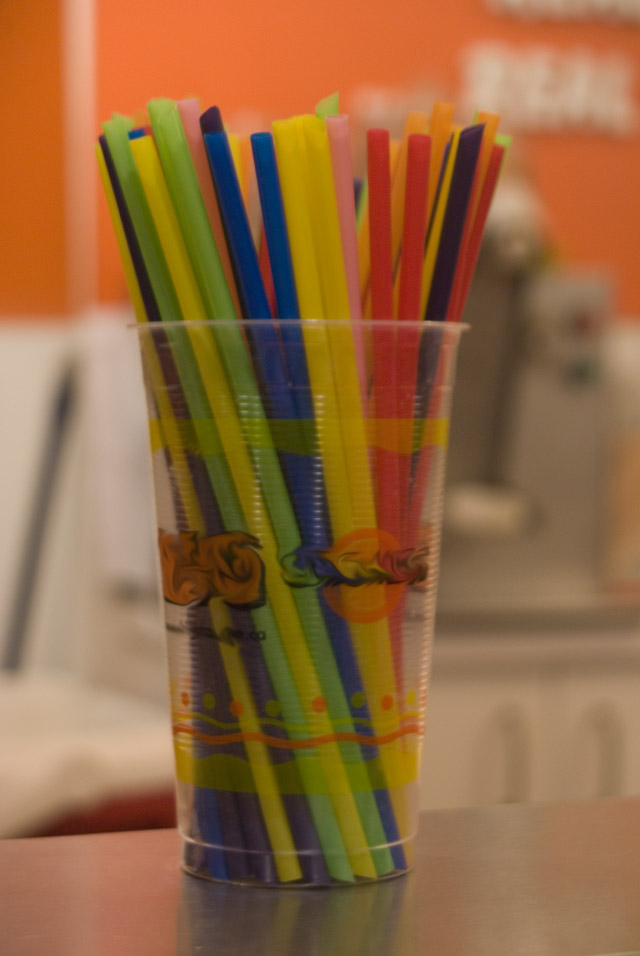
Színes műanyag szívószálak

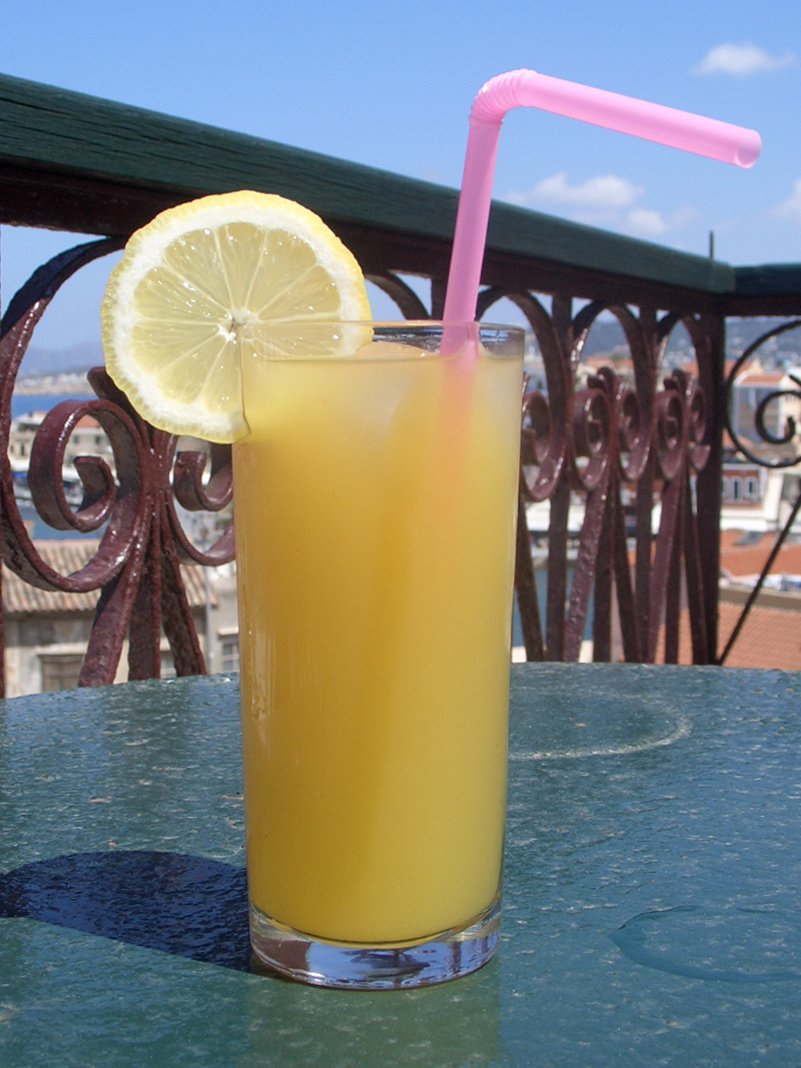
Ital szívószállal

A szívószál egy rövid csövecske, melyen át szájon át történő szívással ital fogyasztható. Legkorábbi fajtáit szalmaszálból készítették. A szívószál egyik végét a szájba, másik végét az italba kell helyezni, és szívás hatására a légnyomás a szájba préseli az italt. Az első szívószálat a sumérok készítették és sörivásra használták. Az argentin nép és dél-amerikai szomszédai matétea vagy tereré fogyasztásához egy hasonló, fémből készült, bombillának nevezett eszközt használnak, mely egyrészt szívószálként, másrészt a tea rostjainak szűrésére szolgált. A modern szívószálat 1888-ban szabadalmaztatta Marvin Stone.
A korai papír szívószálaknak szűk átmérője volt, hasonló a fűszáléhoz. Általában kettőt használtak egyszerre, hogy hatékonyabb legyen a folyadék szájba juttatása. A újabb műanyag szívószálak nagyobb átmérővel készülnek, egy is elegendő az iváshoz. A polipropilénből készült szívószálak erősek és újrahasználhatóak.
A szívószálhasználat egyik jelentős előnye, hogy csökkenti a fogszuvasodás lehetőségét. A legtöbb üdítőital savas anyagokat tartalmaz, és szívószálon át történő fogyasztásuk csökkenti a savtartalmú anyagok fogakkal való érintkezését, ezzel a fogszuvasodás kockázatát.
Napjainkban már készülnek különböző formában kanyarodó, világító, és akár egy méter hosszú változatok is.

## A műanyag szívószál alternatív változata
A műanyag szívószálak nem újrahasznosíthatóak, így szeméttelepeken vagy az óceánok mélyén végzik. Ennek megoldására születtek alternatív megoldások az eldobható szívószálakra: 
- papír szívószálak
- bambusz szívószálak
- bioműanyag szívószálak
- üveg szívószálak
- rozsdamentes acél szívószálak

## Fordítás
Ez a szócikk részben vagy egészben  a   Drinking straw című angol Wikipédia-szócikk ezen változatának fordításán alapul.  Az eredeti cikk szerkesztőit annak laptörténete sorolja fel. Ez a jelzés csupán a megfogalmazás eredetét és a szerzői jogokat jelzi, nem szolgál a cikkben szereplő információk forrásmegjelöléseként.